# 湊騒動
湊騒動（みなとそうどう）は、出羽国湊城（現在の秋田県秋田市土崎）などを主な戦場として日本の戦国時代に起こった一連の抗争である。ともに安東氏（近世秋田氏の祖）一族の檜山安東氏と湊安藤氏との間で繰り広げられた。一次史料に乏しく軍記物など後世編纂された諸史料に頼る部分が大きいため詳細は不明な部分が多い。従来は元亀元年（1570年）、天正17年（1589年）の2度起こったとされてきたが、郷土史家等による近年の説では湊騒動は3度起こり、前2回が混同され記録された形跡が見られるという。特に3度目（従来説では2度目）の天正17年（1589年）の湊騒動を「湊合戦」とも呼ぶ。

## 背景
出羽の北部を支配していた安東氏は、戦国時代を通じて檜山城（秋田県能代市）を本拠とする檜山安東家と土崎湊城を本拠とする湊安東家の両家に分かれていた。鎌倉時代に津軽地方（青森県西部）に拠った一族のうち、比較的早い段階に南下して雄物川河口部をおさえたのが湊安東氏、室町時代になっても津軽にあったが、南部氏の侵入により一時蝦夷地に逃れ、再び南下して米代川河口部に拠ったのが檜山安東氏といわれる。檜山安東氏の方が本家筋とみられていたが、戦国期に至るまで特に波乱はなかった。
しかし、天文年間（1532年-1555年）に入って両家統合の動きが強まり、それにともなって湊騒動と称する一連の抗争が起こった。すなわち、両家はたがいに対立していたが、檜山の下国舜季が湊の湊堯季（定季）の娘を妻に迎えることで和解し、そこに安東愛季（下国愛季）が生まれた。その後、湊家の血統が絶えたので、愛季が両家を統合したというものである。
これはいわば平和的な統合というべき見方であるが、愛季による強引な統合であったという見方がある。この見方にも諸説ある。
- 天文20年（1551年）に湊堯季が継嗣なく没したとき、愛季がただちに湊家も併せ領有した。
- 堯季は愛季の弟にあたる茂季を養子に迎えたが、茂季は実質的に愛季の傀儡に過ぎなかった。
- 天正7年（1579年）ころ茂季が没したとき、茂季の遺児・高季はまだ幼少であったため、愛季が後見役となって事実上両家を支配することに成功した。

なお、従来、湊家は雄物川上流域の大名（国人）による湊における交易を、低率の津料を支払うことを条件に認めてきたが、檜山家はこの交易を統制することにより近隣国人衆への支配を強化しようとしたため国人層が反発し、3度にわたる湊騒動が起こったとする説がある。

## 第一次
天文13年（1544年）、湊定季の養子となった友季が叔父の腋本脩季と組んで檜山家と闘ったと推測されているが詳細は不明。この結果、友季は早世、定季は次いで舜季二男で外孫の春季を友季と改名させ養子に迎え第8代当主とし自らは出家するものの、これも夭折したため還俗し、堯季と改名したうえで第9代当主となった。

## 第二次
元亀元年（1570年）、茂季が兄愛季の意を受け、豊島領内との交易を制限したことから豊島玄蕃ら湊城近隣の国人らが下刈右京、川尻中務、小野寺氏、戸沢氏らと同調して挙兵した。
騒動は2年に及び、推古山において激戦が行われたが、愛季の救援もあり乱は鎮圧。玄蕃は舅である由利地方の仁賀保氏を頼り落ち延びた。一説にはこの事件後に、秋田郡一帯は愛季の支配下となり、茂季は豊島城に移されたとも伝えられる。
愛季はまた、豊島氏に同調した大宝寺氏の由利地方への進出に対抗し、大宝寺義氏の自壊にも助けられ由利地方を勢力下に置いた。更に比内地方の浅利勝頼を、蠣崎慶広を使い謀殺。出羽北部の沿岸部をほぼ統一し、内陸部に進出し雄物川流域の支配権を巡り戸沢氏との戦いに向かった。

## 第三次
愛季は戦国大名としての地位を確立しつつあったが、天正15年（1587年）、角館城主戸沢盛安と戦った際、仙北淀川の陣中で病死したことで、均衡がくずれた。
愛季の嫡子実季が後を継ぐと、茂季の子である高季（豊島通季）は「湊安東氏の復興」を唱えて南部氏、小野寺氏と連絡し、戸沢氏とも手を結んで天正17年（1589年）2月、実季に対し反乱を起こした。史料によっては天正16年（1588年）とするものもある。
高季を擁する豊島勢は一時湊城を奪い八柳氏、永井氏などの秋田郡一帯の国人衆を組織し、実季を檜山城に籠城させるなど窮地に追い込んだ。実季側は鉄砲わずか300挺で檜山城を守り抜いている。檜山籠城は5か月あまりにおよんだが、南部氏の比内（秋田県内陸北部）侵攻に際し一旦和睦となった。この隙に実季方に赤尾津氏や羽根川氏ら由利十二頭の勢力が参戦し湊城を攻める動きを見せたことから、豊島勢は挟み撃ちに会い壊滅、湊城は再び実季の手に落ちた。豊島勢の残党は「寺内の合戦」に勝利し一矢報いたものの高季（通季）が敗走したことから四散した。
その後、戸沢・小野寺連合軍との「峰の山合戦」を経て和議がまとまり、実季は秋田郡域を確固とした支配下に置くこととなった。通季は南部氏のもとへ逃れてその家臣となった。
この戦いは惣無事令違反と豊臣秀吉に見なされたが、実季の石田三成への工作により家の存続を許され、出羽秋田5万2,000石の安堵を認められた。また、没収された領地のうち2万5,000石は太閤蔵入地とされ、実季はその代官となった。一方、通季も小田原征伐の際に南部信直に伴われて家名再興を願い出たが、増田長盛によって出仕を阻まれた。実季は、居城を湊城に移し、「秋田城介」を名乗り、安東から秋田へ改姓した。